# Mountain Dew (marque de boisson)
Pour les articles homonymes, voir Mountain Dew.

Logotype du soda Mountain Dew.

Le Mountain Dew, (en français : « rosée de la montagne ») abrégé en Mtn Dew, est un soda au goût d'agrumes et caféiné commercialisé par le groupe PepsiCo.

## Description
Il a été inventé dans la ville de Marion, en Virginie, et a été pour la première fois commercialisé dans la ville de Knoxville, dans le Tennessee en 1948. Le Mountain Dew (rosée des montagnes) a par la suite été commercialisé à l'échelle des États-Unis à partir de 1964 et était en 2010 la quatrième boisson gazeuse la plus vendue aux États-Unis. Il est commercialisé en France depuis 2014.
Il est généralement emballé dans une bouteille verte, qui est la saveur originelle, et sa couleur une fois sorti de son conteneur est d'un jaune-vert assez clair, et semi opaque. D'autres saveurs sont commercialisées. Il s'agit de la rouge (cerise), blanche (agrumes), bleue (framboise bleue), ainsi qu'une édition limitée combinant les trois. D'autres saveurs sont fraise-ananas, orange et pastèque et tropical. En 2008, les éditions limitées SuperNova, Revolution et Voltage ont été vendues. Depuis 2019, une édition limitée est commercialisée à l'occasion d'Halloween. Celle-ci a une saveur différente chaque année, successivement bonbon de maïs, Skittles, Starburst et Sour Patch Kids.
En France, seule la version sans sucres est en vente.

## Mountain Dew MDX
De nombreuses variantes de l'original existent, comme le Mountain Dew MDX qui est une boisson énergisante. Dans les spots publicitaires les plus récents[Quand ?], des animaux nocturnes chantaient dans la nuit afin de vanter les mérites du Mountain Dew MDX qui avait, selon la publicité, la propriété de rendre nocturnes ceux qui le boivent. La boisson est néanmoins considérée comme très corrosive. Un consommateur américain a déclaré en 2009 avoir trouvé un rongeur mort dans une canette. PepsiCo démontra lors du procès qui s'ensuivit que retrouver une carcasse entière était impossible, car la boisson aurait dissous celle-ci en quelques semaines, bien avant que le consommateur eût pu décapsuler la canette. La production de cette variante a été arrêtée.

## Ingrédients
- Eau gazeuse
- Sirop de maïs à haute teneur en fructose
- Concentré de jus d'orange et d'autres parfums naturels
- Acide citrique (E330)
- Benzoate de sodium (E211)
- Caféine (XN-H302)
- Gomme arabique (E414)
- Acide érythorbique (E315)
- Tartrazine (E102)

## Galerie

Mountain Dew Code Red
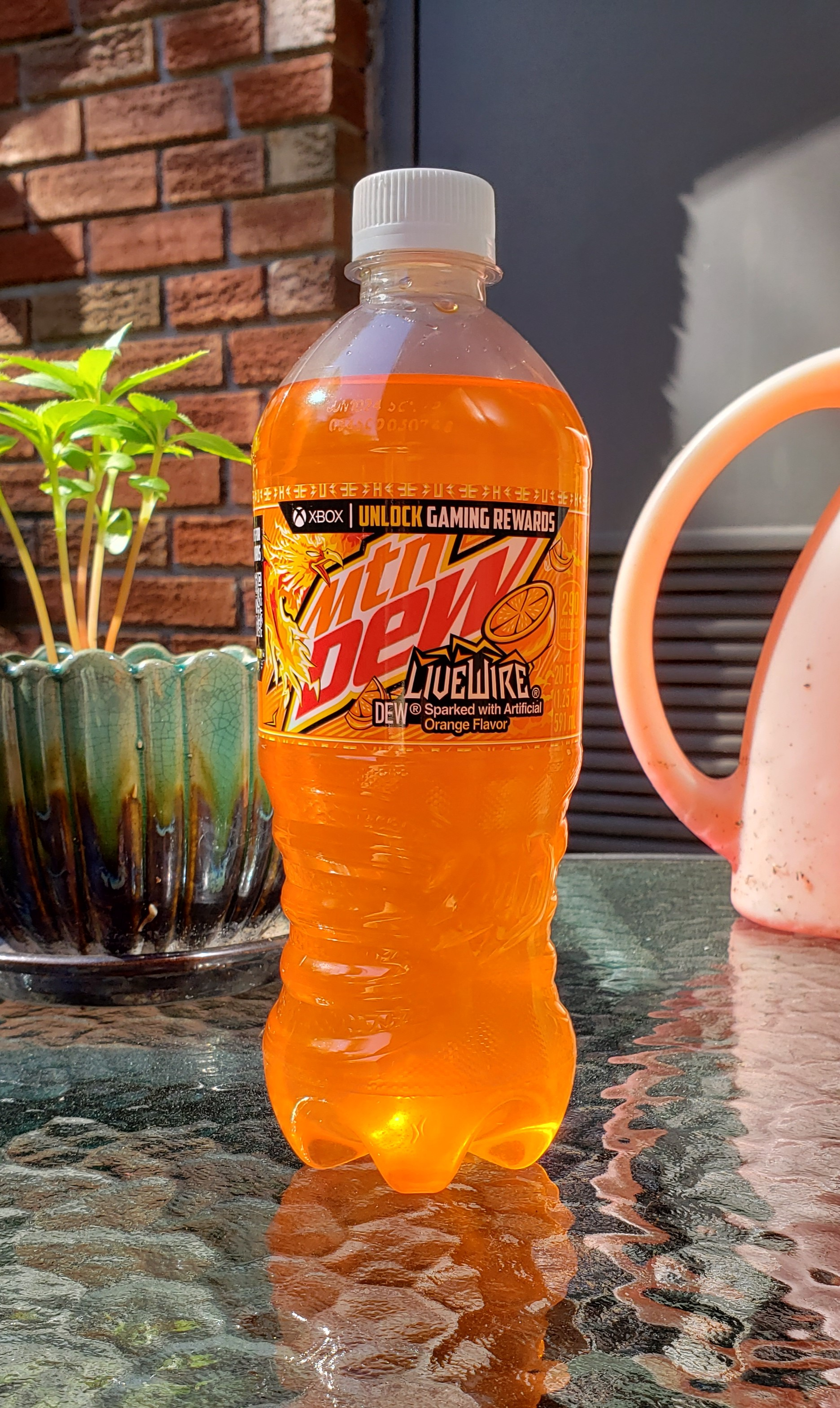
Mountain Dew LiveWire
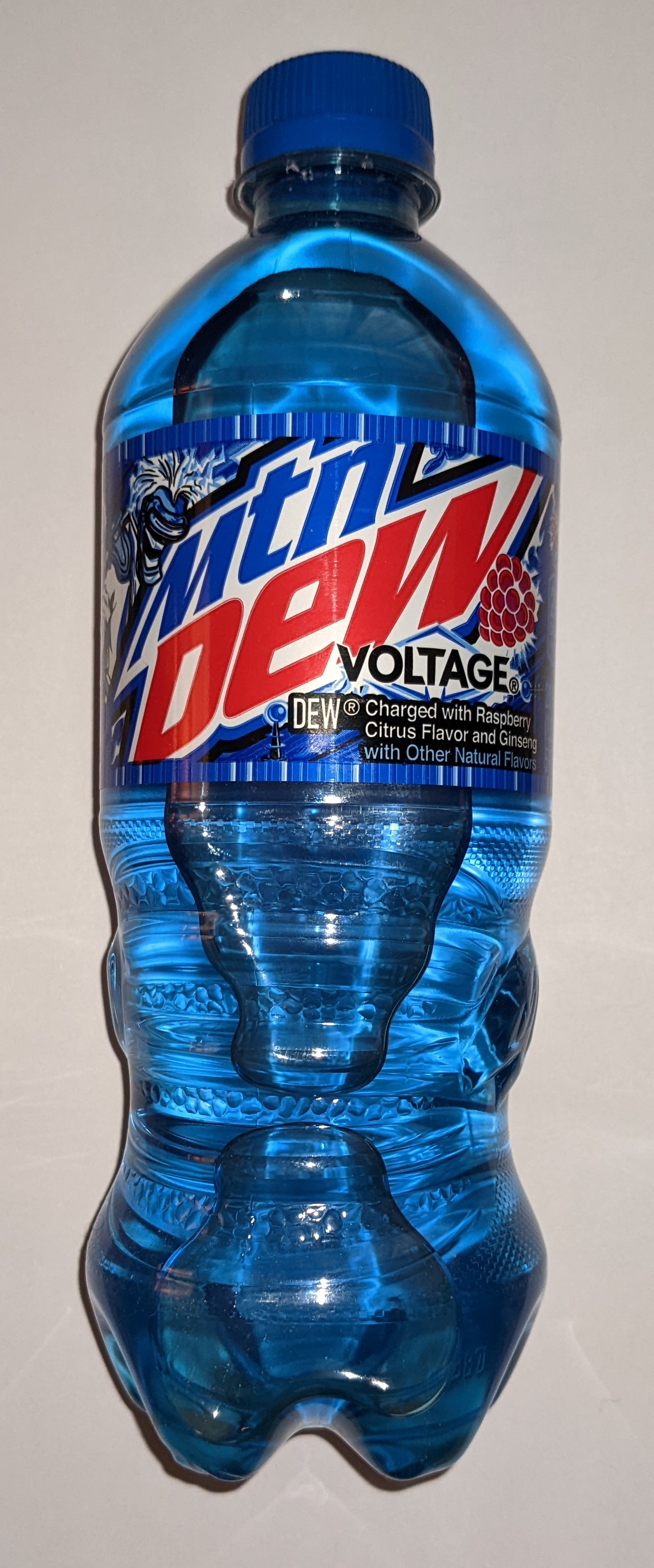
Mountain Dew Voltage